# Sarah Chakko
Sarah Chakko ou Sara Chacko, née le 13 février 1905 à Thrissur, en Inde et morte le 25 janvier 1954, à Lucknow, dans l'Uttar Pradesh en Inde, est une historienne et enseignante indienne, membre de l'Église syriaque orthodoxe. Elle est la première femme élue coprésidente du Conseil œcuménique des Églises (COE) en 1951. 

## Biographie

### Famille et études
Sarah Chakko est la deuxième fille (la quatrième de dix enfants) du surintendant de la police du Kerala, M. A. Chakko (en). Sa famille est originaire du Kerala où l’on parle le malayalam ; elle appartient à l’Église syriaque orthodoxe et est profondément religieuse. Son père vient de la famille Mazhuvancheril Parampathu de Ayyampally près de Aluva à 60 km au Sud de Thrissur ; sa mère Mary Eralil vient de Paravur (en) à 230 km au Sud de Thrissur.
Elle suit les écoles primaire et secondaire à Thrissur, puis fréquente le Queen Mary's Women's College à Madras (aujourd’hui Chennai) et obtient son bachelor en 1925. Après trois ans durant lesquels elle enseigne, elle retourne en 1928 au Queen Mary's pour faire une maîtrise en histoire et économie. À Madras, non seulement elle a de brillants résultats académiques, mais elle est aussi bonne nageuse, joueuse de tennis, de basket-ball et de volley-ball.
Dans la foulée de son voyage en 1936 aux États-Unis pour la World Student Christian Federation, elle étudie et obtient en 1937 un master en enseignement à l’université de Chicago. Une bourse lui permet d’étudier le droit international et colonial à l’université du Michigan.

### Enseignante
Les débuts de Sarah Chakko dans l’enseignement se déroulent à Madras, après son bachelor, durant deux ans au collège Bentinck Girls School. Puis elle retourne dans le Kerala et enseigne une année à l’école Christava Mahilalayam à Aluva.
L’essentiel de la vie professionnelle de Sarah Chakko (la moitié de sa courte vie) se déroule à Lucknow, capitale de l'Uttar Pradesh. Elle enseigne dès 1930 l’histoire au Isabella Thoburn College (en), un collège pour jeunes femmes fondé par une missionnaire de la Methodist Episcopal Church. Elle devient sous-directrice du collège en 1939, puis directrice en 1945.
En l’absence d’orthodoxes à Lucknow, Sarah Chakko fréquente les méthodistes.

### Œcuménisme et féminisme
Sarah Chakko est engagée, en plus de son activité d'enseignement, dans l’association chrétienne des étudiants (Student Christian Movement - SCM). Elle représente l’Inde à une conférence internationale de ce mouvement à Java en 1933, et y fait un « discours historique » devant les délégués dont de nombreux étudiants des pays asiatiques. En 1936, elle fait partie de la délégation indienne à la World Student Christian Federation (WSCF, en français la Fédération universelle des associations chrétiennes d'étudiants - FUACE) à San Francisco. Elle est présidente du mouvement pour l'Inde, la Birmanie et Ceylan (devenu le Sri Lanka).
En outre, elle est membre de l'Association chrétienne des jeunes femmes (Young Women's Christian Association YWCA) et devient sa co-présidente en 1947. Elle a encore été membre du comité national chrétien d’Inde (National Christian Council).
En raison de ses engagements, elle a beaucoup voyagé, aux États-Unis et au Canada, en Europe (Angleterre, Suisse, Pays-Bas, Grèce), en Asie (Chine) et au Moyen-Orient. Par exemple elle rend visite aux femmes orthodoxes en Égypte et en Éthiopie, où elle constate que l’Église n’est pas motivée pour favoriser l’éducation des filles et des femmes.
En 1948, elle est déléguée de son Église à l’assemblée constitutive du Conseil œcuménique des Églises (COE) à Amsterdam, à l’invitation de l’évêque méthodiste Garfield Bromley Oxnam (en), et avec l’approbation de son évêque orthodoxe. Le Catholicos et Métropolite Beselios Geevarghese II (en) de l’Église malankare orthodoxe est connu pour avoir soutenu les liens entre l’Église syriaque orthodoxe et le mouvement œcuménique. Il participe à la conférence de Foi et Constitution en 1937 à Edinbourg et il envoie des représentants à l’assemblée constitutive du COE en 1948 et aux assemblées suivantes. L’historique de cette Église (aujourd’hui proche mais distincte de l’Église syro-malankare orthodoxe) mentionne Sarah Chakko parmi d’autres délégués.
De 1950 à 1951, elle préside à Genève la commission du COE pour le rôle des femmes dans l’Église, ainsi que le comité de préparation de la Conférence mondiale de la jeunesse chrétienne à Travancore (Inde).
Sarah Chakko est élue coprésidente du COE en août 1951 à la suite de la démission de T. C. Chao (en) (l’un des six coprésidents élus par l’Assemblée fondatrice du COE en 1948). Elle est la première femme présidente du COE, et la première responsable œcuménique de l'Église syriaque orthodoxe. Il faudra attendre près de 30 ans avant qu’une autre femme orthodoxe se trouve dans une position d’autorité au sein du mouvement œcuménique. Elle est cependant plus étroitement liée à d'autres confessions, en particulier les presbytériens et les méthodistes car elle a fréquenté leurs collèges en Inde, fondés par des missionnaires américaines.
En 1952, elle accueille dans son collège à Lucknow la première rencontre en Asie du comité central du COE.
Sarah Chakko est choisie comme déléguée de l’Église syriaque orthodoxe pour l’assemblée générale du COE de 1954 qui doit se dérouler à Evanston, Illinois, en août. Elle fait alors cette remarque : « (cela) montre qu’une femme peut travailler dans une position officielle dans l’Église syriaque orthodoxe. Il n’y a jamais eu de règle l’interdisant, mais cela n’a jamais été fait ».
C'est quelques mois avant cette assemblée générale du COE à Evanston que Sarah Chakko meurt subitement d'une crise cardiaque à Lucknow, durant un match de basket-ball avec ses étudiantes.

## Hommages
Au lendemain de la mort de Sarah Chakko, une foule de plus de mille personnes a assisté à son enterrement au cimetière de Lucknow : « Hommes et femmes, riches et pauvres, personnel, étudiants et domestiques du collège Isabella Thoburn, chrétiens et non-chrétiens, collègues et admirateurs ». La cérémonie est menée par l’évêque Clement Daniel Rockey (en) et deux pasteurs de l'Église méthodiste. Elle était « une femme d’Église ardente, une grande promotrice de statut d’égalité des femmes avec les hommes, une tendre enseignante, une sage conseillère, une ferme administratrice, une amie sincère, une fille obéissante et respectueuse pour sa mère âgée, une sœur aimante pour ses quatre sœurs et quatre frères ».
En reconnaissance pour la contribution de Sarah Chakko, l’organisation United Church Women (en) de Pittsburgh a fait un don de 10 000 $ au Conseil œcuménique des Églises en 1954.
« La vie de Sarah Chakko est un témoignage à la ténacité de l’engagement d’une femme chrétienne pour faire sa part dans la lutte pour l’égalité de toutes les femmes, à commencer par les femmes chrétiennes afin qu’elles puissent partout servir de modèles pour les femmes de toutes croyances. »